# Соловецький табір особливого призначення
65°01′28″ пн. ш. 35°42′38″ сх. д. / 65.024444444444° пн. ш. 35.710555555556° сх. д.
Соловецький табір особливого призначення, відомий також як СЛОН (скорочено від рос. Солове́цкий ла́герь осо́бого назначе́ния) — найбільший радянський концентраційний табір 1920—1930-х років, що містився на Соловецьких островах.

## Історія
Організований постановою СНК від 13 жовтня 1923 року на основі Пертомінського табору примусових робіт. Табору було передано в користування все майно Соловецького монастиря, закритого 1920 року.
За офіційними даними, протягом перших 10 років існування табору в ньому загинуло 7,5 тисячі осіб , проте є свідчення того, що загиблих було значно більше.
Офіційна кількість ув'язнених у 1923—1933 роках наведена в таблиці нижче (цифри станом на кінець року).
| Рік  | Кількість ув'язнених |
| ---- | -------------------- |
| 1923 | 2 557                |
| 1924 | 5 044                |
| 1925 | 7 727                |
| 1926 | 10 682               |
| 1927 | 14 810               |
| 1928 | 21 900               |
| 1929 | 65 000               |
| 1930 | 71 800               |
| 1931 | 15 130               |
| 1932 | Н/Д                  |
| 1933 | 19 287               |

У грудні 1933 року реорганізований у відділення Біломоро-Балтійського табору, у 1937—1939 роках функціонував як Соловецька тюрма особливого призначення Головного управління державної безпеки НКВС СССР.
В'язні в соловецькому таборі працювали на лісозаготівлях, прокладали залізничні колії, будували Біломорсько-Балтійський канал. Значний відсоток серед в'язнів становили українці. Сюди комуністична влада відправляла діячів Української Народної Республіки, вояків повстанських загонів, духівництво, представників старої інтелігенції, партійних і державних діячів тощо. Особливо активно «українізація» Соловків розгорталася в середині 1930-х років. Так, у жовтні-грудні 1937 року в Карелії та на території Ленінградської області було проведено масові розстріли в'язнів Соловецької тюрми (загалом 1620 осіб), серед страчених — провідні українські митці Микола Зеров, Лесь Курбас, Микола Куліш, Валер'ян Підмогильний, Валер'ян Поліщук, Павло Филипович, а також вчені, політичні та державні діячі, зокрема Матвій Яворський, Степан Рудницький, Володимир Чехівський, Михайло Полоз, Петро Солодуб, Геннадій Садовський та багато інших. Масову страту (198 в'язнів) було вчинено також 17 лютого 1938 року на Соловецьких островах.